# Shanghai Masters 2009
Lo Shanghai Masters 2009, anche conosciuto come Shanghai ATP Masters 1000 - Presented by Rolex per motivi di sponsorizzazione, è stato un torneo di tennis giocato sul cemento. È stata la 1ª edizione dello Shanghai Masters, che fa parte della categoria ATP World Tour Masters 1000 nell'ambito dell'ATP World Tour 2009. Il torneo si è giocato al Qizhong Forest Sports City Arena di Shanghai, in Cina, dall'11 ottobre al 18 ottobre 2009.

Il russo, ventottenne di Volgograd, Nikolaj Davydenko ha vinto il titolo del singolare battendo in semifinale Novak Đoković per 4–6 6–4 7–6 e in finale il maiorchino Rafael Nadal. Davydenko si è imposto in due set: 7–6(3) 6–3. Nel corso del torneo si sono stati 9 ritiri.

## Partecipanti ATP

### Teste di serie
| Nazionalità | Giocatore             | Ranking1 | Testa di serie |
| ----------- | --------------------- | -------- | -------------- |
| Spagna      | Rafael Nadal          | 2        | 1              |
| Serbia      | Novak Đoković         | 4        | 2              |
| Argentina   | Juan Martín del Potro | 5        | 3              |
| Stati Uniti | Andy Roddick          | 6        | 4              |
| Francia     | Jo-Wilfried Tsonga    | 7        | 5              |
| Russia      | Nikolaj Davydenko     | 8        | 6              |
| Spagna      | Fernando Verdasco     | 9        | 7              |
| Francia     | Gilles Simon          | 10       | 8              |
| Svezia      | Robin Söderling       | 11       | 9              |
| Cile        | Fernando González     | 12       | 10             |
| Francia     | Gaël Monfils          | 13       | 11             |
| Croazia     | Marin Čilić           | 15       | 12             |
| Rep. Ceca   | Radek Štěpánek        | 16       | 13             |
| Spagna      | Tommy Robredo         | 17       | 14             |
| Germania    | Tommy Haas            | 18       | 15             |
| Spagna      | David Ferrer          | 19       | 16             |

- 1Ranking al 5 ottobre 2009

### Altri partecipanti
Giocatori che hanno ricevuto una Wild card:
- Gong Mao-Xin
- Ernests Gulbis
- Marat Safin
- Zeng Shaoxuan

Giocatori passati dalle qualificazioni:

- Thomaz Bellucci
- Marco Chiudinelli
- Fabio Fognini
- Łukasz Kubot
- Michaël Llodra
- Florian Mayer
- Rainer Schüttler

## Campioni

### Singolare maschile
Nikolaj Davydenko ha battuto in finale  Rafael Nadal con il punteggio di 7–6(3), 6–3
- Era la ventitreesima finale della carriera per Davydenko, la quarta del 2009 dopo: Kuala Lumpur, Umago ed Amburgo

### Doppio maschile
Julien Benneteau /  Jo-Wilfried Tsonga hanno battuto in finale  Mariusz Fyrstenberg /  Marcin Matkowski con il punteggio di 6–2, 6–4.